# Teresita Silva
Teresita Silva (Valencia, 1911 — Madrid, 26 de enero de 1960) fue una vedette, cantante y actriz española.

## Biografía
Hija y nieta respectivamente de los compositores Manuel Penella Moreno y Manuel Penella Raga, era hermana del periodista y escritor Manuel Penella de Silva y de Magdalena Penella Silva (casada con el político Ramón Ruiz Alonso), tía de las actrices Emma Penella, Elisa Montés y Terele Pávez y tía-abuela de la también actriz Emma Ozores.
Su debut teatral se produjo en 1928 en la compañía que dirigía Salvador Videgain, que inauguró el teatro de Atocha de Madrid. Retirada durante un tiempo fue una de las protagonistas de la segunda película española sonora, El misterio de la Puerta del Sol (1930), dirigida por Francisco Elías Riquelme.
Destacó en papeles en la compañía teatral de Lola Membrives. Con Luis Sagi-Vela trabajó desde los años cuarenta como tiple cómica durante quince años, estrenando varios espectáculos musicales como Qué sabes tú (1943), Llévame en tu coche (1944) o Al sur del Pacífico (1955).Era pareja del actor Antonio Martelo.
Falleció repentinamente a los 49 años el 26 de enero de 1960, unos días antes del estreno de un espectáculo con la compañía de Celia Gámez en el Teatro de la Zarzuela en el que participaba como segunda vedette, tras haberse sometido a un severo régimen de adelgazamiento sin el debido control médico.